# Dia (satélite)
Dia é o segundo satélite mais externo prógrado e irregular de Júpiter. Provisoriamente conhecido como S/2000 J 11, ele recebeu seu nome em 7 de março de 2015. Este corpo celeste foi nomeado em homenagem à Dia, uma personagem da mitologia grega. Foi descoberto em 2000 por um grupo de astrônomos da Universidade do Havaí liderado por Scott S. Sheppard.
O pequeno satélite é geralmente incluído no grupo Himalia.
Acredita-se que Dia tenha cerca 4 km de diâmetro, e orbita Júpiter a uma distância média de 12 000 milhões de quilômetros em 274 dias, com uma inclinação de 28° com o equador de Júpiter, e uma excentricidade de 0,21.

## Histórico observacional
Dia foi descoberto por uma equipe de astrônomos da Universidade do Havaí liderados por Scott S. Sheppard em 2000, com um arco de observação de 26 dias.
As observações iniciais não foram seguidas, e Dia não foi observada por mais de uma década depois de 2000. Este aparente desaparecimento levou alguns astrônomos consideram a lua perdida. Uma teoria era que ela teria colidido com Himalia, criando um anel fraco em torno de Júpiter. No entanto, ela foi finalmente recuperada em observações feitas em 2010 e 2011.